# Сигнальные системы
Сигнальные системы — общая система условных связей, объединяющая первую (сенсорную) и вторую (понятийную) системы сигналов в головном мозге, обеспечивающие адекватное приспособление к окружающей среде. Обе системы работают во взаимодействии, воспринимая сигналы из внешнего мира, причем первая сигнальная система есть у человека и животных, тогда как вторая сигнальная система есть только у человека. Понятие «сигнальной системы» введено И. П. Павловым. Является предметом изучения физиологии высшей нервной деятельности человека и этологии.

## Общие положения
В 1932 году И. П. Павлов вводит понятие "сигнальной системы" как центрального в его учении о закономерностях работы головного мозга. Принципы "сигнализации" действуют начиная с простейших организмов и далее все больше усложняются в процессе эволюции. Возможность своевременно и адекватно реагировать на "сигнал" окружающей среды является вопросом выживания. Для удовлетворения жизненно важных потребностей организма (пищевых, оборонительных, половых) сигналами могут служить практически любые природные агенты (звук, запах, зрительный образ), так формируется первая сигнальная система, общая для человека и всех живых организмов.
Качественное отличие человека от других животных заключается в появлении в процессе эволюции второй сигнальной системы, обобщенной сигнализации (речь). 

###### Структурно-функциональное обеспечение сигнальных систем[1]
Сигнал воспринимается рецептором → кодирование посредством нервных импульсов → первичный анализ в промежуточных центрах → поступление в проекционные зоны коры головного мозга → ассоциативные поля.
Далее важным звеном являются потребности (наличие или отсутствие), память (жизненный опыт), конечным звеном является двигательный акт.

## Первая сигнальная система
Первая сигнальная система — это совокупность анализаторов воспринимающих сигналы окружающей среды, которые поступают через органы чувств (ощущения цвета, запаха, звука, вкуса, тактильные ощущения, зрительные образы). На ее основе формируется чувственное впечатление, познание окружающего мира. Основывается на совокупности условных и безусловных рефлексов на непосредственные раздражители.
Термин введен академиком И. П. Павловым:

Это то, что и мы имеем в себе как впечатления, ощущения и представления от окружающей внешней среды, как общеприродной, так и от нашей социальной, исключая слово, слышимое и видимое. Это — первая сигнальная система действительности, общая у нас с животными.
— Павлов И. П., Полн. собр. соч., 2 изд., т. 3, кн. 2, 1951, с. 335—336